# Humanist Society (Singapour)
Humanist Society (Singapour) est enregistrée en 2010 en tant qu'association à but non lucratif à Singapour pour les humanistes, les libres penseurs, les athées, les agnostiques et autres personnes partageant les mêmes idées. Les non-religieux représentent 17% de la population de Singapour au dernier recensement disponible en 2010.

## Organisation
L'objectif de la société est de faire prendre conscience de la manière dont un segment laïc et non religieux de la population de Singapour a contribué au progrès de Singapour.
Outre leur travail visant à maintenir un espace séculier dans la société, la Société organise des événements liés à l'humanisme, à la pensée critique et offre un espace social aux personnes partageant les mêmes idées.

## Histoire
En 2008, le Singapore Humanism Meetup a été créé en tant que réseau social d'humanistes laïques, athées et agnostiques. Ils se réunissaient régulièrement pour discuter des problèmes sociaux actuels.
En octobre 2010, la Société humaniste de Singapour est devenue le premier groupe humaniste à être répertorié en tant que société. De nombreux membres pionniers de la société se sont rencontrés lors de rassemblements organisés par le Singapore Humanism Meetup.